# Heuchlingen
Heuchlingen ist eine Gemeinde in Baden-Württemberg und gehört zum Ostalbkreis.

## Geographie

### Geographische Lage
Heuchlingen liegt im Leintal am Rande der östlichen Schwäbischen Alb zwischen Schwäbisch Gmünd und Aalen. Die Lein trennt die Gemeinde Heuchlingen in zwei etwa gleich große Hälften.

### Nachbargemeinden
Die Gemeinde grenzt im Norden an Schechingen und den Ortsteil Laubach der Gemeinde Abtsgmünd, im Osten an die Kreisstadt Aalen und Essingen, im Süden an Mögglingen und Böbingen an der Rems und im Westen an Iggingen und den Ortsteil Horn der Gemeinde Göggingen.

### Gemeindegliederung
Zur Gemeinde Heuchlingen gehören der Ort Heuchlingen, der Teilort Holzleuten, die Weiler Brackwang und Mäderhöfe und die Höfe Kiart und Riedhof sowie die abgegangenen Ortschaften Holzleuter Schafhaus, Kleinmäderhof und Stöckich.

### Flächenaufteilung
Nach Daten des Statistischen Landesamtes, Stand 2014.

## Geschichte
Heuchlingen wurde im Jahre 1236 erstmals urkundlich in Zusammenhang mit einem Edelmann Rudolfus von Brackwang erwähnt. Der Ortsname deutet auf eine Alemannische Ortsgründung durch einen Sippenführer namens Huchilo hin.  1240 und 1270 erscheinen zwei Vertreter eines Ortsadelsgeschlechtes, die auf Burg Heuchlingen saßen. Seit 1603 gehörte die Gemeinde zur Fürstpropstei Ellwangen. Im Gegensatz zum Großteil der Fürstpropstei kam Heuchlingen 1803 nicht zum Oberamt Ellwangen, sondern zum benachbarten Oberamt Aalen, ebenfalls neuwürttembergisches Gebiet des 1806 errichteten Königreichs Württemberg. Seit der 1938 durchgeführten Kreisreform während der NS-Zeit in Württemberg gehörte Heuchlingen bis Ende 1972 zum Landkreis Schwäbisch Gmünd. Nach dem Zweiten Weltkrieg lag der Ort in der Amerikanischen Besatzungszone und somit im neu gegründeten Land Württemberg-Baden, das 1952 im jetzigen Bundesland Baden-Württemberg aufging. Im Zuge der Kreisreform von 1973 kam Heuchlingen zum Ostalbkreis.

## Religionen

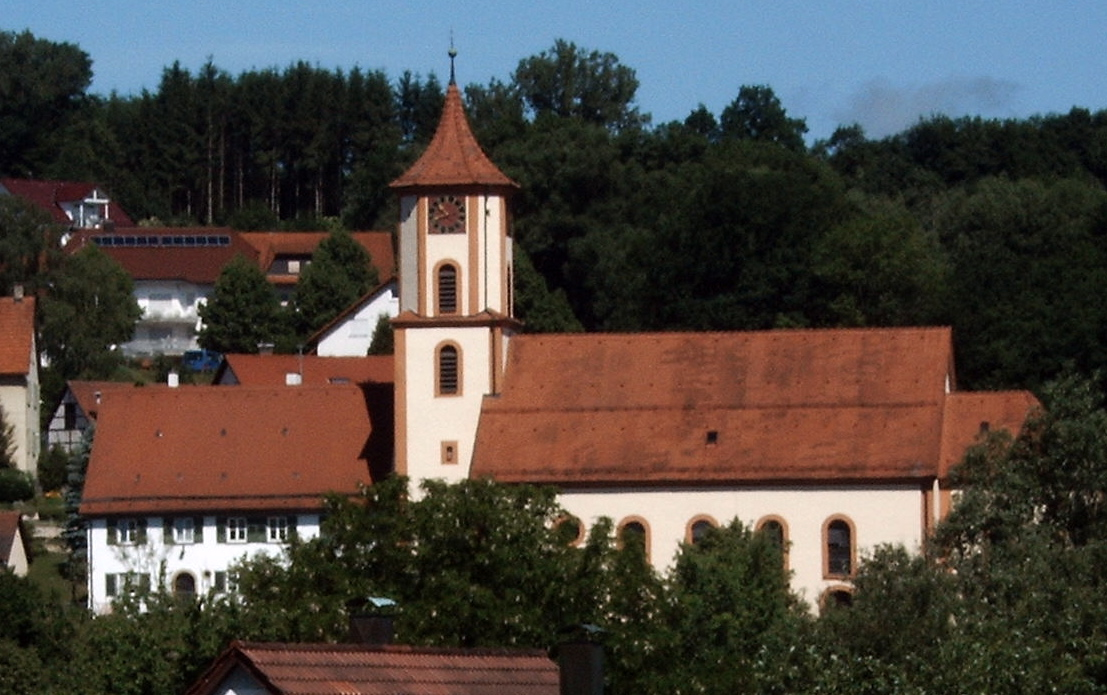
Sankt-Vitus-Kirche

In Heuchlingen gibt es mit der Sankt-Vitus-Gemeinde eine römisch-katholische Kirchengemeinde. Sie gehört zur Seelsorgeeinheit Leintal im Dekanat Ostalb. Die evangelischen Gläubigen werden von der Kirchengemeinde Oberböbingen geistlich versorgt.

## Politik

### Verwaltungsgemeinschaft
Die Gemeinde ist selbständig. Seit der Verwaltungsreform 1973 ist die Gemeinde Mitglied in der Verwaltungsgemeinschaft Rosenstein mit Sitz in Heubach. Weitere hier beteiligte Gemeinden sind Bartholomä, Böbingen, Heubach und Mögglingen.

### Gemeinderat
Der Gemeinderat besteht aus zehn Ratsmitgliedern und dem Bürgermeister.

### Bürgermeister
- 1954–1986: Hans Hopfenzitz (verstorben 2013)
- 1986–2002: Manfred Pawlita
- seit 2002: Peter Lang. Zuletzt 2018 für 8 Jahre mit 98,7 Prozent wiedergewählt.

## Wirtschaft und Infrastruktur
Die Gemeinde Heuchlingen liegt im ländlichen Raum des Ostalbkreises zwischen den großen Städten Aalen (14 km) und Schwäbisch Gmünd (14 km). Die Gesamtfläche beträgt insgesamt 903 ha. Die Verkehrsmäßige Anbindung und die Versorgung durch den ÖPNV ist als gut zu bezeichnen. Der nächste Bahnhof befindet sich in nur 4 km Entfernung in Mögglingen.
Bei der Gemeinde Heuchlingen handelt es sich vorwiegend um eine Wohngemeinde, die aufgrund der herrlichen Landschaft auch „Perle des Leintals“ genannt wird. In den letzten Jahren hat die Gemeinde eine Vielzahl von Preisen im Wettbewerb „Unser Dorf soll schöner werden – unser Dorf hat Zukunft“ gewonnen.
Heuchlingen hat verschiedenste Handwerksbetriebe und kleinere Unternehmen. Große Industrieunternehmen sind nicht vorhanden.

Die Gemeinde verfügt über eine sehr gute öffentliche Infrastruktur. Die öffentlichen Einrichtungen wie Schule, Sportanlagen und Verwaltung zeichnen sich durch einen guten Zustand und eine sehr zentrale Lage aus.

### Bildung
Anstelle des bisherigen Kindergartens wird 2019 ein 5-gruppiger Kindergarten in der Ortsmitte neu gebaut. Hier können Kinder ab 1 Jahr in verschiedenen Gruppenformen betreut werden. Im Kindergartengebäude integriert ist auch eine Mensa, die von den Kindergartenkindern – aber auch von den Schülern der benachbarten Leintalschule genutzt werden kann.
Die 2011 generalsanierte Leintalschule ist die örtliche Grundschule mit ca. 65 Schülern.  Die Sport- und Erholungsanlage (Gemeindehalle, Sportplatz, Spielplatz, Freifläche) grenzt direkt an die Schule an.
Alle weiterführenden Schultypen (Werkrealschule, Realschule, Gymnasium, Gemeinschaftsschule) liegen im Umkreis von 10 Kilometern in Abtsgmünd, Böbingen, Heubach und Leinzell.

### Vereine
Bei 1.800 Einwohnern sind in den örtlichen Vereinen über 3.000 Vereinsmitgliedschaften zu verzeichnen.
Der größte Verein ist der Turnverein Heuchlingen 1922 e. V. In den zehn Abteilungen des Vereins wird für die über 1.000 Vereinsmitglieder Breitensport, Gesundheitssport und Spitzensport angeboten.
Weitere Vereine sind der Reit- und Fahrverein Heuchlingen (über 500 Mitglieder), Musikverein, Liederkranz, Obst- und Gartenbauverein, Helferkreis ASHA, Dorfgemeinschaft Holzleuten und die Ortsgruppen des Schwäbischen Albvereins und des VdK.
Hinzu kommen noch Zusammenschlüsse wie die Fischereigemeinschaft, Gemeinschaft der Älteren und die Landfrauengruppe.